# Občina Loški Potok
Občina Loški Potok (slovinsky Občina Loški Potok německy Gemeinde Laserbach) je jedna ze slovinských občin. Správním centrem je Hrib-Loški Potok.

## Sídla
- Črni Potok pri Dragi
- Draga
- Glažuta
- Hrib-Loški Potok
- Lazec
- Mali Log
- Novi Kot
- Podplanina
- Podpreska
- Pungert
- Retje
- Srednja vas-Loški Potok
- Srednja vas pri Dragi
- Stari Kot
- Šegova vas
- Trava
- Travnik